# História da teoria das probabilidades
Probabilidade tem um aspecto duplo: por um lado a probabilidade ou possibilidade de uma hipótese dada a evidência para ela, e, por outro lado, o comportamento de processos estocásticos, tais como o lançamento de dados ou moedas. O estudo da primeira é historicamente mais antigo, por exemplo, uma lei de evidência, enquanto o tratamento matemático dos dados começou com o trabalho de Cardano, Pascal e Fermat entre os século XVI e XVII.
Probabilidade se distingue de estatística. (Veja a história da estatística). Enquanto a estatística lida com dados e inferências a partir dos mesmos, probabilidade (estocástica) trata dos processos estocásticos (aleatórios) que estão por trás de dados ou resultados.

## Etimologia
Os termos "provável" e "probabilidade" e seus cognatos em outras línguas modernas derivam do latim medieval ensinado probabilis, derivando de Cícero e geralmente aplicado a um parecer ao dizer-se plausível ou geralmente aprovado. O sentido matemático do termo é de 1718. No século XVIII, o termo oportunidade também foi usado no sentido matemático de "probabilidade" (e a teoria da probabilidade foi chamada Doutrina das Chances). Esta palavra é, em última análise, originária a partir do termo cadentia do latim, ou seja, "uma queda". O adjetivo Inglês provável é de origem germânica, provavelmente a partir do termo likligr do Old Norse (língua nórdica antiga) , enquanto no Inglês Antigo teve o termo geliclic com o mesmo sentido, significando originalmente "ter a aparência de ser forte ou capaz" ou “tendo a aparência ou qualidades semelhantes”, com um significado de "provavelmente" gravado a partir do final do século XIV. Da mesma forma, o substantivo derivado likelihood  tinha um significado de "similaridade, semelhança", mas assumiu um significado de "probabilidade" em meados do século XV.

## Origens
A “lei de evidências“ antiga e medieval desenvolveu uma classificação dos graus de provas, probabilidades, presunções e meia prova (semiplena probatio) para lidar com as incertezas de evidências (provas) em tribunais. Nos tempos da Renascença, as apostas foram discutidas em termos de probabilidades (chances), como "dez a um" e prêmios de seguro marítimos foram estimados com base nos riscos intuitivos, mas não havia nenhuma teoria sobre a forma de calcular essas probabilidades ou prêmios.
Os métodos matemáticos de probabilidade surgira na correspondência de Gerolamo Cardano, Pierre de Fermat e Blaise Pascal (1654) sobre questões como a divisão justa da participação em um jogo de azar interrompido. Christiaan Huygens (1657) deu um tratamento abrangente do assunto.
De Games, Gods and Gambling, ISBN 978-0-85264-171-2 por F. N. David:
Houve momentos na antiguidade de jogos jogados com o osso astrágalo, ou tálus. A cerâmica grega é uma evidência para mostrar que havia um círculo desenhado no chão e atirava-se o astrágalo para esse círculo, similarmente como se joga bolas de gude. No Egito, escavadores de túmulos descobriram um jogo chamado "cães de caça e os chacais", que se assemelha ao jogo moderno "Cobras e Escadas". Parece que esta é a fase inicial da criação dos dados de jogo.
O primeiro jogo de dados mencionados na literatura da era cristã foi chamado Hazard (“perigo”). Jogado com 2 ou 3 dados. Considera-se que foi trazido para a Europa pelos cavaleiros que regressavam das Cruzadas.
Dante Alighieri (1265-1321) menciona este jogo. A comentário de Dante coloca ainda mais indagações sobre esse jogo: a ideia era que, com 3 dados, o número mais baixo você pode obter é 3, um ás para cada dado. A obtenção de um 4 pode ser feita com três dados por obter-se dois em um dados e ases nos outros dois dados.
Cardano também pensou sobre o lançamento de três dados. 3 dados são lançados: há o mesmo número de maneiras de obter-se um total de 9 como há de 10. Para um 9: (621) (531) (522) (441) (432) (333) e para 10: (631) (622) (541) (532) (442) (433). A partir disso, Cardano descobriu que a probabilidade de obter 9 é menor do que a obter-se um 10 (aqui, interessam também as permutações envolvidas, os arranjos,  a ordem em que os dados mostram seus resultados, e não só as combinações dos resultados possíveis dos dados, de onde, por exemplo, uma possibilidade - permutação - de 621, também implica 612, 216, 261, 126 e 162). Ele também demonstrou a eficácia da definição de chances como o razão entre favorável a evolução desfavorável (o que implica que a probabilidade de um evento é dada pela proporção de resultados favoráveis para o número total de possíveis resultados ).

Além disso, o famoso Galileu escreveu sobre o jogo de dados em algum momento entre 1613 e 1623. Essencialmente pensado sobre o problema de Cardano, sobre a probabilidade de obter-se um total de 9 é menor do que jogando um 10. Galileu teve o seguinte a dizer: Certos números têm a capacidade de serem jogados porque há mais maneiras de criar esse número. Embora 9 e 10 tenham o mesmo número de maneiras de ser criados, 10 é considerado por jogadores de dados como sendo um resultado mais comum do que 9.

## Século dezoito
A obra de Jacob Bernoulli Ars Conjectandi (póstuma, 1713) e The Doctrine of Chances (A Doutrina de Chances, 1718) de Abraham de Moivre colocou a probabilidade em um patamar de campo da matemática, mostrando como calcular uma ampla gama de probabilidades complexas. Bernoulli mostrou uma versão fundamental da lei dos grandes números, o que indica que, num grande número de ensaios, a média dos resultados é susceptível de ser muito próximo do valor desejado - por exemplo, em 1000 lançamentos de uma moeda, é provável que ocorram cerca de 500 resultados “cara” (e quanto maior o número de lances, o mais perto de “metade” a proporção é provável que se situe).

## Século dezenove
O poder de métodos probabilísticos em lidar com a incerteza foi mostrado pela determinação por Gauss da órbita de Ceres com poucas observações. A teoria dos erros utilizou o método dos mínimos quadrados para corrigir observações propensas a erro, especialmente em astronomia, com base na hipótese de uma distribuição normal dos erros para determinar o verdadeiro valor mais provável. Em 1812, Laplace publicou seu Théorie analytique des probabilités ("Teoria analítica das probabilidades) em que consolidou e estabeleceu muitos resultados fundamentais na probabilidade e estatística, tais como a função geradora de momentos, o método dos mínimos quadrados, a probabilidade indutiva e testes de hipóteses.
Perto do final do século XIX, um grande sucesso de explicação em termos de probabilidades era a mecânica estatística de Ludwig Boltzmann e Josiah Willard Gibbs que explicaram propriedades dos gases, tais como a temperatura em termos dos movimentos aleatórios de um grande número de partículas.
O campo da história da própria probabilidade foi estabelecido pela monumental obra de Isaac Todhunter, History of the Mathematical Theory of Probability from the Time of Pascal to that of Lagrange (Teoria Matemática da Probabilidade do Tempo de Pascal ao de Lagrange, 1865).

## Século vinte
Probabilidade e estatística tornaram-se intimamente ligadas através do trabalho em testes de hipóteses de R.A. Fisher e Jerzy Neyman, que agora é amplamente aplicado em experimentos biológicos e psicológicos e em ensaios clínicos de drogas, bem como em economia e em outras atividades. Uma hipótese, por exemplo, que uma droga é geralmente eficaz, dá origem a uma distribuição de probabilidades que será observada se a hipótese for verdadeira. Se as observações aproximadamente concordarem com a hipótese, confirma-se, se não, a hipótese é rejeitada.
A teoria de processos estocásticos ampliou-se em áreas como processos de Markov e movimento browniano, o movimento aleatório de partículas minúsculas suspensas em um fluido. Isso forneceu um modelo para o estudo de flutuações aleatórias nos mercados de ações, levando ao uso de modelos de probabilidade sofisticados em matemática financeira, incluindo sucessos como a amplamente usada fórmula Black-Scholes para a avaliação de opções.
O século XX também viu longas disputas sobre as interpretações de probabilidade. O chamado frequentismo de meados do século era dominante, sustentando que a probabilidade significa frequência relativa de longo prazo em um grande número de ocorrências. No final do século houve um renascimento da visão Bayesiana, de acordo com a qual a noção fundamental da probabilidade é como uma proposição é suportada pela evidência para ela.
O tratamento matemático de probabilidades, especialmente quando há infinitamente muitos resultados possíveis, foi facilitado pelos axiomas de Kolmogorov (1933).